# Intégrité et défaillance structurale

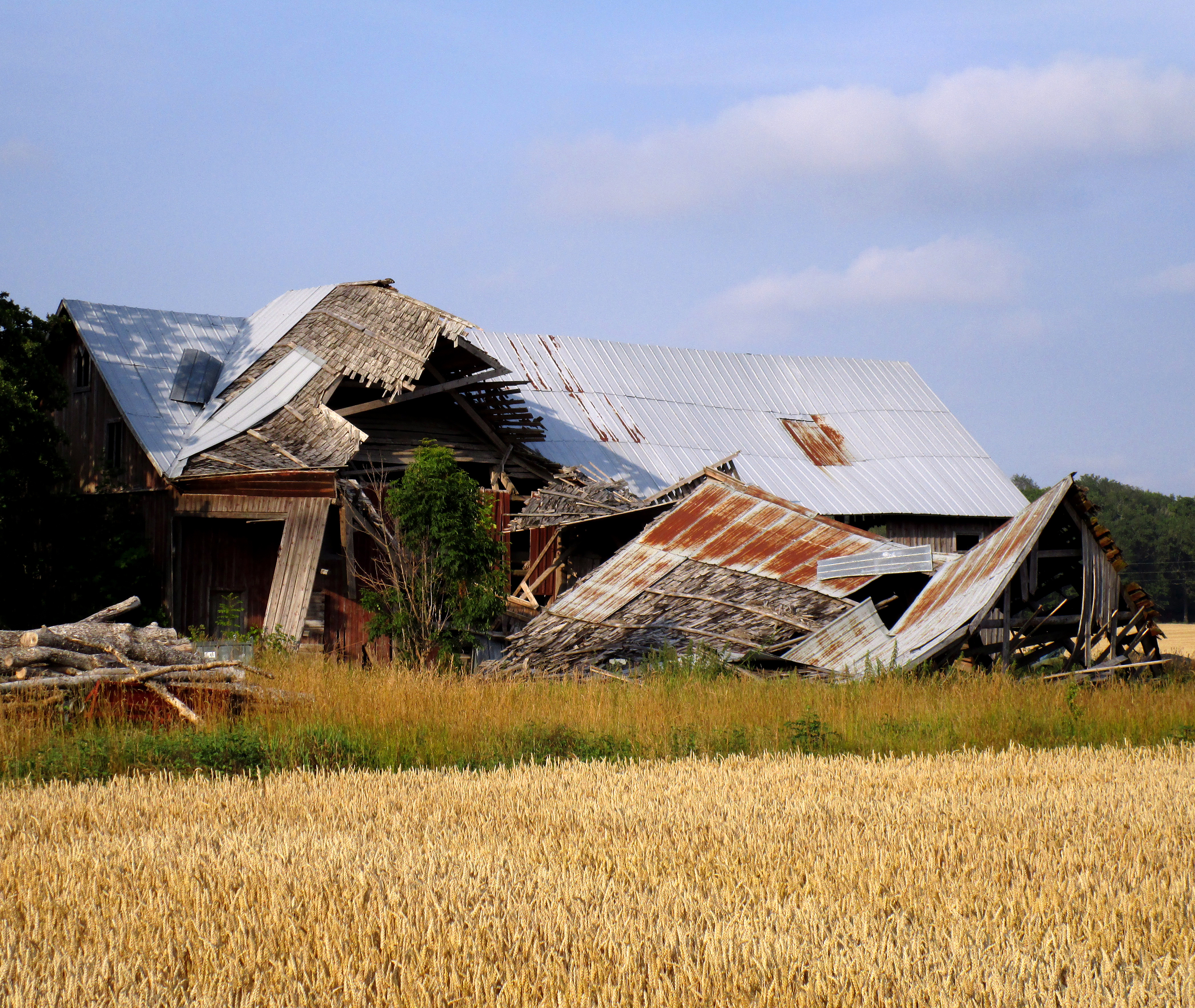
Grange effondrée à ; Gotland; Suède

L'intégrité et la défaillance structurelle est un aspect de l'ingénierie qui traite de la capacité d'une structure à supporter une charge structurelle (poids; force; etc.) sans se briser. Elle comprend l'étude des défaillances structurelles passées afin de prévenir les défaillances dans les conceptions nouvelles.
L'intégrité structurelle est la capacité d'un élément (qu'il s'agisse d'un composant structurel ou d'une structure composée de nombreux composants) à résister collectivement sous une charge, y compris son poids propre, sans se briser ou se déformer excessivement. Il garantit que la construction remplit la fonction prévue lors d’une utilisation raisonnable, tout au long de sa durée de vie (de) prévue. L'intégrité structurelle des ensembles est prévue à leur conception pour éviter toute défaillance catastrophique (en) susceptible d'entraîner des morts, des blessés ou des dommages graves ou des pertes monétaires.
La défaillance structurelle fait référence à la perte de tout ou partie de l’intégrité structurelle de l'ensemble ou de la capacité structurelle portante d’un composant. La rupture structurelle se produit lorsqu'un matériau de construction est soumis à des contraintes excédant sa limite de résistance, provoquant ainsi une rupture ou des déformations excessives. Un état limite qui doit être pris en compte dans la conception structurelle est la résistance ultime à la rupture. Dans un système bien conçu, une défaillance localisée ne doit pas provoquer un effondrement immédiat ni même progressif de la structure entière.

## Introduction
L'intégrité structurelle est la capacité d'une structure à résister à la charge prévue sans défaillance due à une rupture; une déformation ou une fatigue. Il s'agit d'un concept souvent utilisé en ingénierie pour produire des articles qui répondront à leurs objectifs et resteront fonctionnels pendant une durée de vie (de) souhaitée.
Pour construire un article avec intégrité structurelle, un ingénieur doit d'abord prendre en compte les propriétés mécaniques d'un matériau; telles que la ténacité; la résistance; le poids; la dureté et l'élasticité; puis déterminer la taille et la forme nécessaires pour que le matériau puisse résister à la charge souhaitée pendant une longue période de vie. Dès lors que les éléments ne peuvent ni se casser ni se plier excessivement; ils doivent être à la fois rigides et résistants. Un matériau très rigide peut résister à la flexion; mais s'il n'est pas suffisamment résistant; il peut devoir être très volumineux pour supporter une charge sans se rompre. D’un autre côté; un matériau hautement élastique se pliera sous une charge, même si sa ténacité élevée empêche la rupture.
De plus; l'intégrité de chaque composant doit correspondre à son application individuelle dans toute structure porteuse. Les supports de pont nécessitent une limite d'élasticité élevée; tandis que les boulons qui les maintiennent ont besoin d'une bonne résistance au cisaillement (en) et à la traction (en). Les ressorts ont besoin d’une bonne élasticité; mais les outils de tournage ont besoin d’une grande rigidité. De plus; la structure entière doit être capable de supporter sa charge sans que ses maillons les plus faibles ne défaillent; car cela peut exercer davantage de contraintes sur d'autres éléments structurels et conduire à des défaillances en cascade (en),.

## Histoire

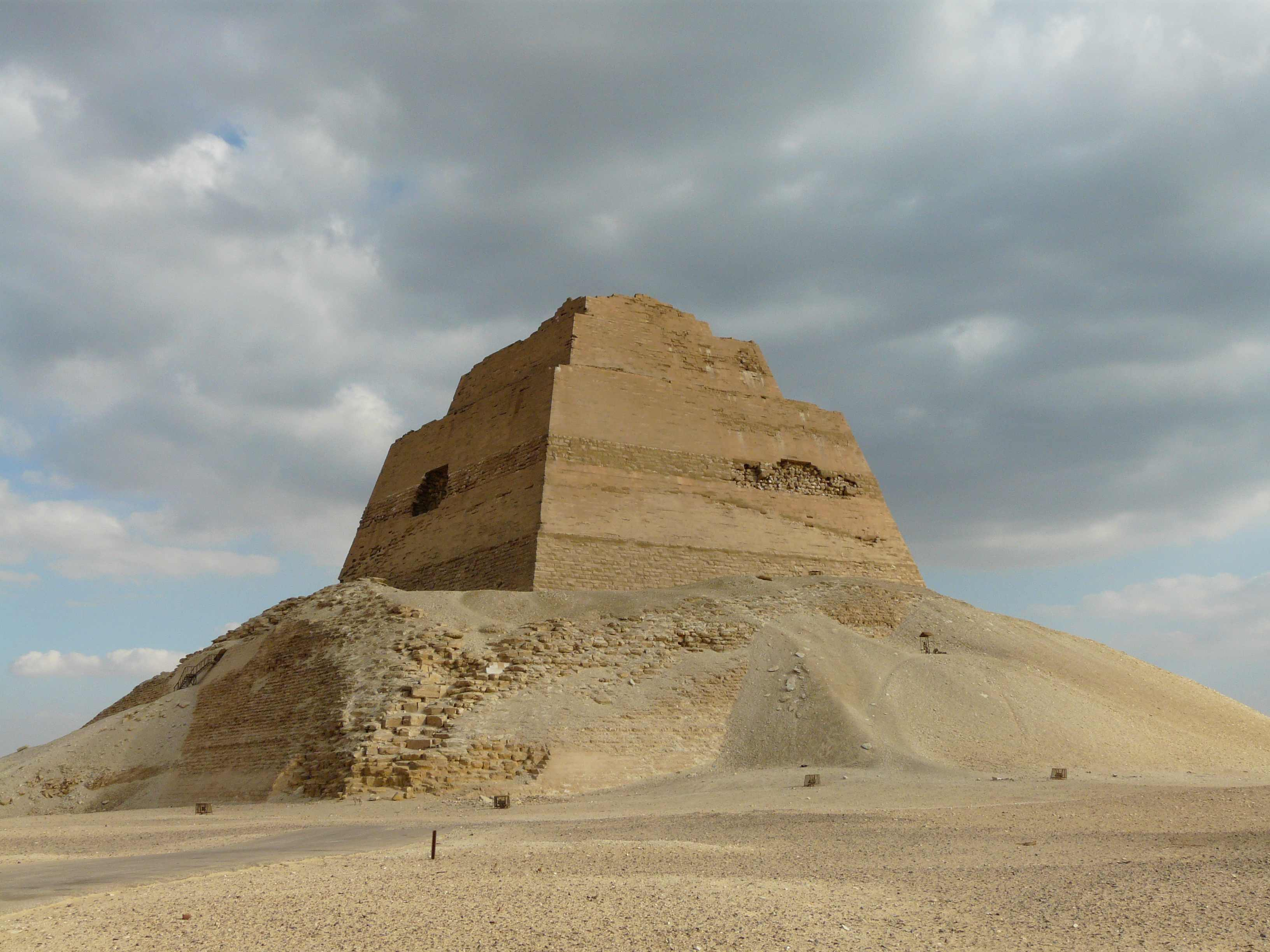
La pyramide de Meidum fut la deuxième construite par les Égyptiens vers -2600 Elle souffrait de nombreux défauts structurels; provoquant son effondrement pendant la construction et laissant le noyau interne debout dans un tas de décombres; ce qui constitue l'une des premières leçons connues en matière de construction à grande échelle.

La nécessité de construire des structures intègres remonte aussi loin que l’histoire enregistrée. Les maisons devaient pouvoir supporter leur propre poids; ainsi que celui des habitants. Les châteaux devaient être fortifiés pour résister aux assauts des envahisseurs. Les outils devaient être suffisamment solides et résistants pour faire leur travail. Cependant; la science de la mécanique de la rupture telle qu’elle existe aujourd’hui n’a été développée que dans les années 1920; lorsque Alan Arnold Griffith a étudié la rupture fragile du verre.
À partir des années 1940; les défaillances notoires de plusieurs nouvelles technologies ont rendu nécessaire une méthode plus scientifique d’analyse des défaillances structurelles. Au cours de la Seconde Guerre mondiale; plus de 200 navires en acier soudé se sont brisés en deux en raison d'une rupture fragile, causée par les contraintes créées par le processus de soudage; les changements de température et les concentrations de contraintes aux coins carrés des cloisons. Dans les années 1950, plusieurs De Havilland Comet ont explosé en plein vol en raison de concentrations de contraintes aux coins de leurs fenêtres carrées; ce qui a provoqué la formation de fissures et l'explosion des cabines pressurisées. Les explosions de chaudières (en); causées par des défaillances dans les réservoirs sous pression des chaudières; étaient un autre problème courant à cette époque et causaient de graves dommages. La taille croissante des ponts et des bâtiments a entraîné des catastrophes et des pertes en vies humaines encore plus importantes. Cette nécessité de construire des constructions avec une intégrité structurelle a conduit à de grands progrès dans les domaines des sciences des matériaux et de la mécanique de la rupture,.

## Types de défaillance

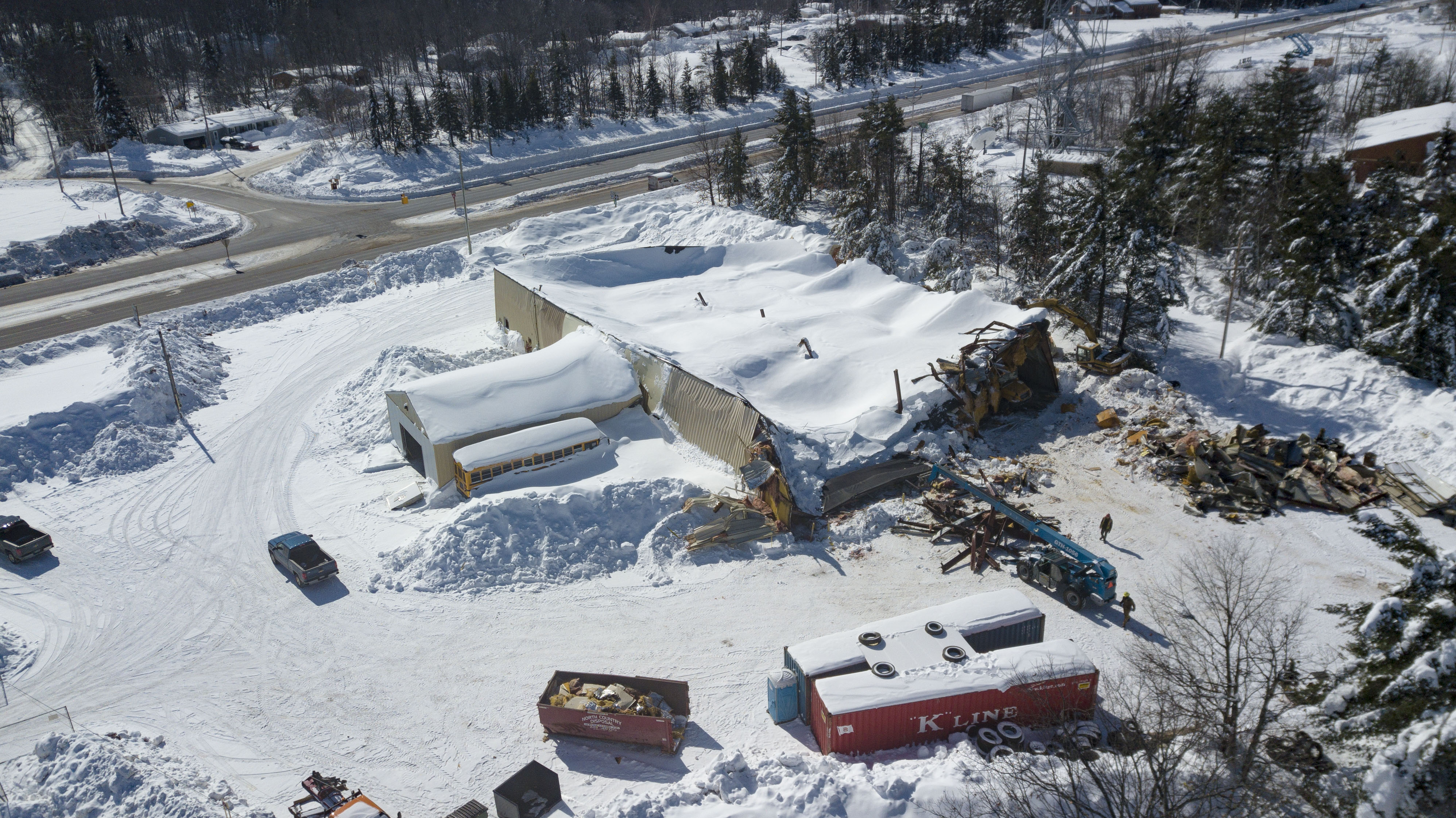
Effondrement d'un bâtiment à cause du poids de la neige

Une défaillance structurelle peut résulter de nombreux types de problèmes; dont la plupart sont propres à différents secteurs et types structurels. Cependant; la plupart peuvent être attribuées à l’une des cinq causes principales.
- La première est que la structure n’est pas suffisamment solide et résistante pour supporter la charge; en raison de sa taille; de sa forme ou du choix du matériau. Si la structure ou le composant n'est pas suffisamment solide; une défaillance catastrophique peut survenir lorsque la structure est soumise à des contraintes au-delà de son niveau de contrainte critique.
- Le deuxième type de défaillance est dû à la fatigue ou à la corrosion, provoquée par l'instabilité de la géométrie, de la conception ou des propriétés des matériaux de la structure. Ces ruptures commencent généralement lorsque des fissures se forment aux points de contrainte; tels que des coins carrés ou des trous de boulons trop proches du bord du matériau. Ces fissures se développent à mesure que le matériau est soumis à des contraintes et à des décharges répétées (chargement cyclique); atteignant finalement une longueur critique et provoquant la rupture soudaine de la structure dans des conditions de charge normales.
- Le troisième type de défaillance est causé par des erreurs de fabrication; notamment une mauvaise sélection de matériaux; un dimensionnement incorrect; un traitement thermique inapproprié; le non-respect de la conception ou une fabrication de mauvaise qualité. Ce type de défaillance peut survenir à tout moment et est généralement imprévisible.
- Le quatrième type de défaillance provient de l’utilisation de matériaux défectueux. Ce type de défaillance est également imprévisible; car le matériau peut avoir été mal fabriqué ou endommagé lors d'une utilisation antérieure.
- La cinquième cause d’défaillance vient du manque de prise en compte des problèmes inattendus. Ce type de défaillance peut être provoqué par des événements tels que le vandalisme; le sabotage ou les catastrophes naturelles. Il peut également se produire si les personnes qui utilisent et entretiennent la construction ne sont pas correctement formés et soumettent la structure à des contraintes excessives[3],[4].

## Défaillances notables

### Ponts

#### Dee bridge

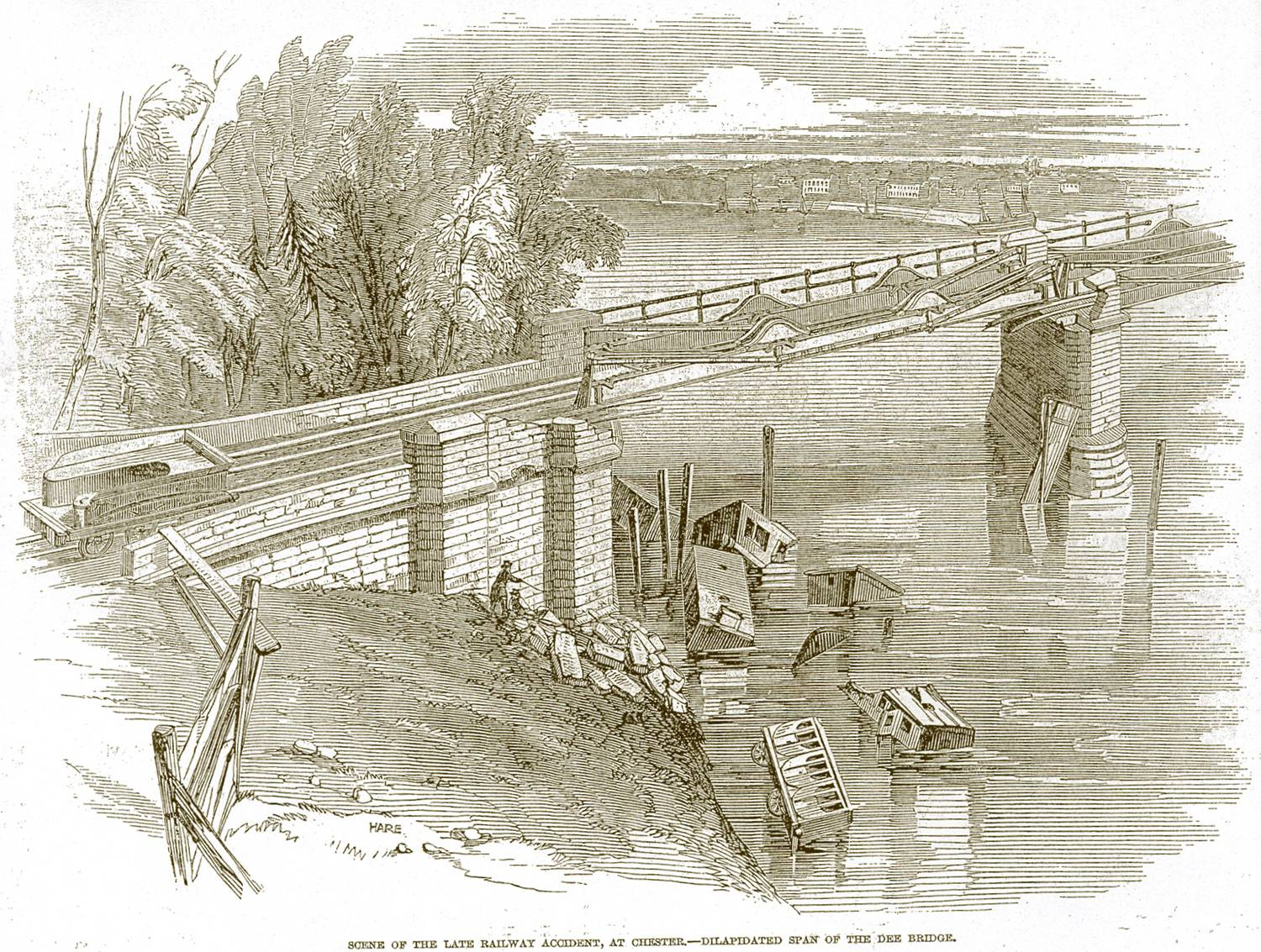
Le pont de Dee après son effondrement

Le Dee bridge a été conçu par Robert Stephenson; utilisant des poutres en fonte renforcées par des entretoises en fer forgé. Le 24 mai 1847; il s'effondre au passage d'un train; tuant cinq personnes. Son effondrement a fait l'objet de l'une des premières enquêtes formelles sur une défaillance structurelle. Cette enquête a conclu que la conception de la structure était fondamentalement défectueuse; car le fer forgé ne renforçait pas la fonte et que le moulage s'était rompu en raison de flexions répétées.

#### Pont ferroviaire du Tay
La catastrophe du pont Dee a été suivie par un certain nombre d'effondrements de ponts en fonte; notamment l'effondrement du premier pont ferroviaire du Tay le 28 décembre 1879. Comme le pont Dee; le pont Tay s'est effondré lorsqu'un train est passé dessus, tuant 75 personnes. Le pont a défailli parce qu'il avait été construit en fonte de mauvaise qualité et parce que le concepteur Thomas Bouch n'avait pas pris en compte la charge du vent. Son effondrement a entraîné le remplacement de la fonte par des constructions en acier et une refonte complète en 1890 du pont ferroviaire du Forth; qui est devenu le premier pont au monde entièrement construit en acier.

#### Premier pont de Tacoma Narrows
L'effondrement du pont original de Tacoma Narrows en 1940 est parfois décrit dans les manuels de physique comme un exemple classique de résonance; bien que cette description soit trompeuse. Les vibrations catastrophiques qui ont détruit le pont n'étaient pas dues à une simple résonance mécanique; mais à une oscillation plus complexe entre le pont et les vents qui le traversaient; connue sous le nom de flottement aéroélastique. Robert H. Scanlan (en), l'un des principaux contributeurs à la compréhension de l'aérodynamique des ponts; a écrit un article sur ce malentendu . Cet effondrement et les recherches qui ont suivi ont permis de mieux comprendre les interactions vent/structure. Plusieurs ponts ont été modifiés à la suite de l'effondrement pour éviter qu'un événement similaire ne se reproduise. Le seul décès occasionné était était celui d'un chien.

#### Pont I-35W

Les images des caméras de sécurité montrent l’effondrement de l’I-35W en animation; vers le nord.

Le pont I-35W sur le fleuve Mississippi (officiellement connu simplement sous le nom de pont 9340) était un pont en arc en treillis d'acier à huit voies qui emmenait l'Interstate 35W au dessus et à travers le fleuve Mississippi à Minneapolis, Minnesota, États-Unis. Le pont a été achevé en 1967 et son entretien était assuré par le ministère des Transports du Minnesota. Le pont était le cinquième plus fréquenté du Minnesota , ; transportant 140 000 véhicules par jour. Le pont s'est effondré de manière catastrophique pendant l'heure de pointe du soir du 1er août 2007, s'effondrant dans la rivière et les berges en contrebas. Treize personnes ont été tuées et 145 ont été blessées. À la suite de l'effondrement, la Federal Highway Administration a conseillé aux États d'inspecter les 700 ponts américains de construction similaire après la découverte d'un éventuel défaut de conception du pont, lié à de grandes tôles d'acier appelées goussets, qui étaient utilisées pour relier les poutres entre elles dans le structure en treillis. Les responsables ont exprimé leur inquiétude quant à de nombreux autres ponts aux États-Unis partageant la même conception et se sont demandé pourquoi un tel défaut n'avait pas été découvert après plus de 40 ans d'inspections.

### Bâtiments

#### Effondrement du bâtiment de Thane
Le 4 avril 2013; un bâtiment s'est effondré sur des terres tribales à Mumbra; une banlieue de Thane dans le Maharashtra; en Inde . Il a été qualifié de pire effondrement d'immeuble dans la région [nb 1] : 74 personnes sont mortes; dont 18 enfants, 23 femmes et 33 hommes, tandis que plus de 100 personnes ont survécu,,.
Le bâtiment était en construction et ne disposait pas de certificat d'occupation pour ses 100 à 150 résidents aux revenus faibles à moyens ; ses seuls occupants étaient les ouvriers du chantier et leurs familles. Le bâtiment aurait été construit illégalement parce que les pratiques standard n'avaient pas été suivies pour une construction sûre et légale, l'acquisition de terrains et l'occupation des résidents.
Le 11 avril, 15 suspects au total avaient été arrêtés; dont des constructeurs, des ingénieurs, des fonctionnaires municipaux et d'autres responsables. Les archives gouvernementales indiquent qu'il existe deux ordonnances visant à gérer le nombre de bâtiments illégaux dans la région : une ordonnance de l'État du Maharashtra de 2005 visant à utiliser la télédétection et une ordonnance de la Haute Cour de Bombay de 2010. Des plaintes ont également été déposées auprès des autorités de l'État et des municipalités.
Le 9 avril; la Corporation municipale de Thane a lancé une campagne de démolition des bâtiments illégaux dans la région, en se concentrant sur les bâtiments « dangereux », et a mis en place un centre d'appels pour accepter et suivre les résolutions des plaintes concernant les bâtiments illégaux. Le département des forêts; quant à lui; a promis de lutter contre l'empiétement sur les terres forestières du district de Thane.

#### Effondrement du bâtiment de Savar
Le 24 avril 2013, le Rana Plaza, un immeuble commercial de huit étages, s'est effondré à Savar, un sous-district de la région du Grand Dhaka, la capitale du Bangladesh. Les recherches des morts se sont terminées le 13 mai avec un bilan de 1 134 morts. Environ 2 515 personnes blessées ont été sauvées du bâtiment,.
Il est considéré comme l’accident d’usine de confection le plus meurtrier de l’histoire; ainsi que la défaillance structurelle accidentelle la plus meurtrière de l’histoire de l’humanité moderne.
Le bâtiment contenait des usines de vêtements, une banque, des appartements et plusieurs autres magasins. Les magasins et la banque des étages inférieurs ont immédiatement fermé leurs portes après la découverte de fissures dans le bâtiment ,,. Les avertissements visant à éviter d'utiliser le bâtiment après l'apparition de fissures la veille avaient été ignorés. Les ouvriers du textile ont reçu l'ordre de revenir le lendemain et le bâtiment s'est effondré aux heures de pointe du matin.

#### Effondrement du grand magasin Sampoong
Le 29 juin 1995; le grand magasin Sampoong de cinq étages dans le district de Seocho à Séoul, en Corée du Sud, s'est effondré, entraînant la mort de 502 personnes et 1 445 autres restantes piégées.
En avril 1995, des fissures ont commencé à apparaître dans le plafond du cinquième étage de l'aile sud du magasin, en raison de la présence d'une unité de climatisation sur le toit fragilisé de la structure mal construite. Le matin du 29 juin, alors que le nombre de fissures dans le plafond augmentait considérablement, les gérants du magasin ont fermé le dernier étage et coupé la climatisation, mais n'ont pas réussi à fermer le bâtiment ni à émettre d'ordres d'évacuation formels alors que les dirigeants eux-mêmes avaient quitté les lieux par précaution.
Cinq heures avant l'effondrement, la première d'une longue détonation a été entendue provenant des étages supérieurs, alors que les vibrations de la climatisation provoquaient un élargissement encore plus important des fissures dans les dalles. Au milieu des rapports de clients faisant état de vibrations dans le bâtiment, la climatisation a été éteinte mais les fissures dans les sols s'étaient déjà développées jusqu'à 10 cm de large. Vers 17h00  heure locale; le plafond du cinquième étage a commencé à s'enfoncer et à 17h57  le toit a cédé, envoyant l'unité de climatisation s'écraser sur le cinquième étage déjà surchargé.

#### Ronan Point
Le 16 mai 1968, la tour résidentielle de 22 étages Ronan Point (en) dans le quartier londonien de Newham s'est effondrée lorsqu'une explosion de gaz relativement faible au 18e étage a provoqué l'arrachement d'un panneau mural structurel du bâtiment. La tour avait été construite en béton préfabriqué (en) et la défaillance du panneau unique a causé l’effondrement d’un coin entier du bâtiment. Le panneau a pu être soufflé parce qu'il n'y avait pas suffisamment d'acier d'armature passant entre les panneaux. Cela signifiait également que les charges portées par le panneau ne pouvaient pas être redistribuées aux autres panneaux adjacents; car il n'y avait aucun chemin à suivre pour les forces. À la suite de l'effondrement; les réglementations en matière de construction ont été révisées pour éviter un effondrement disproportionné et la compréhension des détails en béton préfabriqué a considérablement progressé. De nombreux bâtiments similaires ont été modifiés ou démolis à la suite de l'effondrement.

#### Attentat à la bombe à Oklahoma City
Le 19 avril 1995, le bâtiment fédéral Alfred P. Murrah de neuf étages à ossature de béton; à Oklahoma; a été frappé par un camion piégé; provoquant un effondrement partiel, entraînant la mort de 168 personnes. La bombe; bien que de grande taille, a provoqué un effondrement disproportionné de la structure. La bombe a fait sauter toutes les vitres de la façade du bâtiment et a complètement brisé un colonne en béton armé (en) du rez-de-chaussée (voir brisance). Au niveau du deuxième étage, il existait un espacement des colonnes plus large, et les charges des colonnes de l'étage supérieur étaient transférées vers moins de colonnes en dessous par l'intermédiare de poutres au niveau du deuxième étage. La suppression de l'une des colonnes de l'étage inférieur a provoqué la rupture des colonnes voisines en raison de la charge supplémentaire; conduisant finalement à l'effondrement complet de la partie centrale du bâtiment. Cet attentat à la bombe a été l'un des premiers à mettre en évidence les forces extrêmes que les charges explosives du terrorisme peuvent exercer sur les bâtiments; et a conduit à une prise en compte accrue du terrorisme dans la conception structurelle des bâtiments.

#### Salle des mariages de Versailles
La salle des mariages de Versailles ( hébreu : אולמי ורסאי </link> ); située à Talpiot, Jérusalem, est le site de la pire catastrophe civile de l'histoire d'Israël. Le jeudi 24 mai 2001; à 22 h 43; lors du mariage de Keren et Asaf Dror; une grande partie du troisième étage de l'immeuble de quatre étages s'est effondrée, tuant 23 personnes. Les mariés ont survécu.

#### Tours 1; 2 et 7 du World Trade Center
Lors des attentats du 11 septembre à New-York, deux avions de ligne se sont délibérément écrasés sur les tours jumelles du World Trade Center. L'impact, l'explosion et les incendies qui en ont résulté ont provoqué l'effondrement des deux tours en moins de deux heures. Les impacts ont sectionné les colonnes extérieures et endommagé les colonnes centrales; redistribuant les charges que ces colonnes avaient supportées. Cette redistribution des charges était grandement influencée par les fermes somitales de chaque bâtiment. Les impacts ont délogé une partie de l'ignifugation de l'acier; augmentant ainsi son exposition à la chaleur des incendies. Les températures sont devenues suffisamment élevées pour affaiblir les colonnes centrales au point de fluer et de se déformer sous le poids des étages supérieurs. La chaleur des incendies a également affaibli les colonnes et les planchers du périmètre, provoquant l'affaissement des planchers et exerçant une force vers l'intérieur sur les murs extérieurs du bâtiment. Le bâtiment 7 du WTC s'est également effondré plus tard dans la journée ; le gratte-ciel de 47 étages s'est effondré en quelques secondes en raison de la combinaison d'un incendie majeur à l'intérieur du bâtiment et de lourds dommages structurels causés par l'effondrement de la tour Nord,.

#### Tours Champlain
Le 24 juin 2021; Champlain Towers South, un immeuble en copropriété de 12 étages situé à Surfside, en Floride; s'est partiellement effondré; causant des dizaines de blessés et 98 morts. L'effondrement a été filmé. Une personne a été sauvée des décombres  et environ 35 personnes ont été sauvées le 24 juin de la partie non effondrée du bâtiment. La dégradation à long terme des structures de support en béton armé dans le parking souterrain, due à la pénétration d'eau et à la corrosion de l'acier d'armature a été considérée comme un facteur ou la cause de l'effondrement. Les problèmes avaient été signalés en 2018 et notés comme « bien pires » en avril 2021. Un programme de travaux de réparation de 15 millions de dollars avait été approuvé au moment de l'effondrement.

### Avions

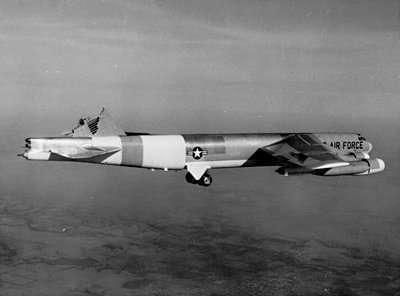
Un test du B-52 Stratofortress de 1964 a démontré le même défaillance qui a provoqué les accidents d'Elephant Mountain en 1963 et de Savage Mountain en 1964.

Des défaillances structurelles répétées sur le même type d'avion se sont produites en 1954, lorsque deux avions de ligne de Havilland Comet C1 se sont écrasés en raison d'une décompression causée par la fatigue du métal; et en 1963-1964, lorsque le stabilisateur vertical de quatre bombardiers Boeing B-52 s'est rompu en 1964 dans les airs.

### Autre

#### Tour de transmission de Radio Varsovie

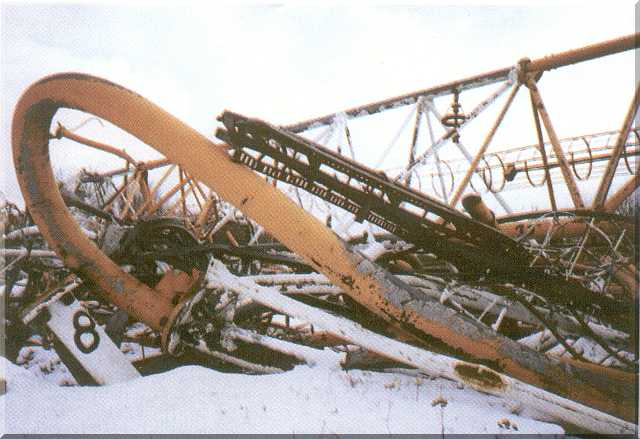
Le mât radio de Varsovie après son effondrement

Le 8 août 1991 à 16h00 UTC; la Tour de transmission de Radio Varsovie, l'objet artificiel le plus haut jamais construit avant l'érection de Burj Khalifa, s'est effondré à la suite d'une erreur lors du remplacement des haubans du mât le plus élevé. Le mât s'est d'abord plié puis cassé à environ la moitié de sa hauteur. Il a détruit lors de son effondrement une petite grue mobile du Mostostal Zabrze. Comme tous les travailleurs avaient quitté le mât avant les procédures d'échange, il n'y a eu aucun décès, contrairement à l'effondrement similaire de la Tour WLBT (en) en 1997.

#### Passerelle du Hyatt Regency

Changement de conception sur les passerelles du Hyatt Regency.

Le 17 juillet 1981; deux passerelles suspendues traversant le hall du Hyatt Regency à Kansas City, Missouri, se sont effondrées; tuant 114 personnes et en blessant plus de 200 personnes lors d'un thé dansant. L'effondrement était dû à un changement tardif dans la conception, modifiant la méthode de connexion des tiges supportant les passerelles et doublant par inadvertance les forces exercées sur la connexion. Cet défaillance a mis en évidence la nécessité d'une bonne communication entre les ingénieurs de conception et les entrepreneurs, ainsi que de contrôles rigoureux des conceptions et en particulier des modifications de conception proposées par l'entrepreneur. La défaillance est un cas d'étude standard sur les cours d'ingénierie à travers le monde et est utilisé pour enseigner l'importance de l'éthique en ingénierie,.